# Ососков Валентин Іванович
Валентин Іванович Ососков (1912, село Лежайка Козловського повіту Тамбовської губернії, тепер Тамбовської області, Російська Федерація — 15 жовтня 1973, місто Москва) — радянський партійний діяч, 1-й секретар Арзамаського обласного комітету КПРС. Член Центральної Ревізійної Комісії КПРС у 1956—1961 роках. Депутат Верховної Ради РРФСР 3-го скликання. Депутат Верховної Ради СРСР 4-го скликання.

## Життєпис
У 1931—1933 роках — бригадир, майстер заводу «Ростсільмаш» міста Ростова-на-Дону.
У 1933—1938 роках — студент Московського механіко-машинобудівного інституту імені Баумана.
У 1938—1941 роках — старший технолог, помічник, заступник начальника цеху Горьковського авіаційного заводу № 21 імені Серго Орджонікідзе.
Член ВКП(б) з 1940 року.
У 1941—1944 роках — в органах НКВС—НКДБ на Горьковському авіаційному заводі № 21 імені Серго Орджонікідзе.
У 1945—1949 роках — заступник секретаря, секретар комітету ВКП(б) Горьковського авіаційного заводу № 21 імені Серго Орджонікідзе.
У жовтні 1949 — лютому 1950 року — завідувач відділу важкої промисловості Горьковського обласного комітету ВКП(б).
15 лютого 1950 — січень 1954 року — 2-й секретар Горьковського обласного комітету ВКП(б) (КПРС).
У січні 1954 — квітні 1957 року — 1-й секретар Арзамаського обласного комітету КПРС.
У 1957—1972 роках — член редакційної колегії, редактор відділу партійного керівництва господарством журналу «Партийная жизнь».
З квітня 1972 року — персональний пенсіонер у місті Москві.
Помер 15 жовтня 1973 року в Москві.

## Посади
- лейтенант державної безпеки

## Нагороди
- орден Червоної Зірки
- два ордени «Знак Пошани» (21.06.1943,)
- медалі